# Eliza Wróblewska
Eliza Wróblewska (ur. 23 maja 1999) – polska judoczka. 
Zawodniczka PGE Akademia Judo Poznań (od 2012). Brązowa medalistka Mistrzostw Europy Młodzieży (Budapeszt 2021). Brązowa medalistka zawodów pucharu Europy seniorek (Orenburg 2019). Trzykrotna Mistrzyni Polski seniorek 2017, 2020 i 2021 w kategorii do 70 kg. Dodatkowo Mistrzyni Polski: młodzieży w 2020 i 2021, juniorów w 2017 i 2018, juniorów młodszych w 2016. Uczestniczka mistrzostw świata seniorek 2019